# Орловский автобус
Орловский автобус является важной составляющей системы общественного транспорта Орла. Автобусная сеть обслуживает сам Орёл и расположенные близ него пригородные районы.
Всю организацию автобусного движения обеспечивает Управление городского хозяйства и транспорта города Орла, а перевозка пассажиров распределяется между перевозчиками по 36 городским, 3 дачным маршрутам.

## Система

### Городские автобусы
Сеть состоит из 33 городских и 3 дачных маршрутов, общей длиной 76 км с 122 остановками и автовокзалом. Для их обслуживания используются автобусы большой и средней вместимости, микроавтобусы.

### Пригородные автобусы
Загородная сеть обслуживается автобусами, принадлежащим региональным транспортным предприятиям.

## Оплата проезда
На июль 2021 года в Орле действуют следующие способы оплаты проезда:
- В пределах административной границы города Орла действует одна единая тарифная зона (как и в большинстве городов РФ). Стоимость проезда с 1 января 2025 г. — при наличном способе оплаты проезда 32 рубля; при безналичном способе оплаты проезда 29 рублей.
- Существуют проездные билеты на длительный срок для обычных пассажиров и пассажиров, принадлежащих к различным социальным группам (школьники, студенты, пожилые люди и получатели социальной помощи).